# Kuślin

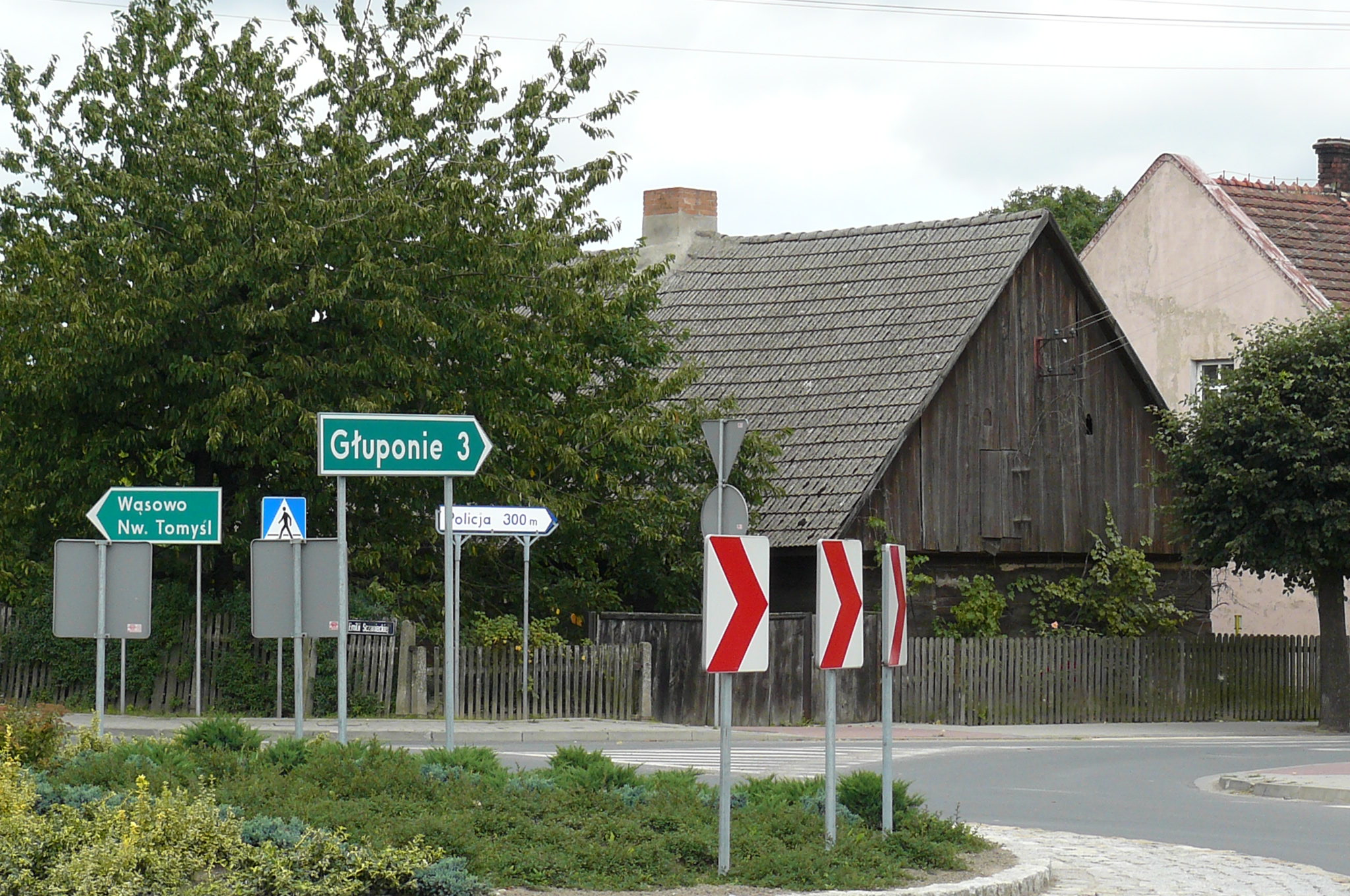
Architektura drewniana w centrum

Kuślin (pol. hist. „Kuślino”) – wieś w Polsce położona w województwie wielkopolskim, w powiecie nowotomyskim, w gminie Kuślin (miejscowość jest siedzibą gminy Kuślin).

## Historia
Miejscowość pierwotnie była związana z Wielkopolską. Istnieje co najmniej od pierwszej połowy XIV wieku i ma średniowieczną metrykę. Pierwszy zachowany zapis pochodzi z łacińskiego dokumentu z 1404 gdzie odnotowano ją pod nazwą „Cuslino”, 1411 „Kuslino”, 1420 „Cuszlino”, 1425 „Cuslyno”, 1445 „Cuschlino, Cusslyno”, 1457 „Cuszlyno”, 1481 (według zachowanej kopii z 1675) „Kuszlino”, 1510 „Cuschlyno” .
Początkowo wieś była wsią szlachecką leżącą w dobrach opalenickich i należącą do lokalnej, wielkopolskiej szlachty z rodu Gryżyńskich, Opalińskich, Niegolewskich, Chraplewskich, Trzcieńskich, Strzeżmińskich i Kuślińskich, którzy od nazwy wsi przyjęli odmiejscowe nazwisko.  W 1435 leżała w powiecie kościańskim, a w 1580 w poznańskim, województwa poznańskiego w Koronie Królestwa Polskiego. W 1510 należała do parafii Miechorzewo Małe.
Pierwsze zapisy o wsi pochodzą ze średniowiecznych archiwów sądowych odnotowujących sprawy własnościowe. W 1404 miał miejsce proces Borka z Grodziska syna kasztelana kaliskiego Świętosława z kasztelanem poznańskim Mościcem ze Stęszewa. Sąd przysądził Borkowi 60 grzywien, za które zastawione zostały dobra opalenickie, które odtąd miał on posiadać, z wyjątkiem wsi Kuślin, Miechorzewo Mokre (obecnie Michorzewo) oraz Sielinko, które Mościc miał już wcześniej zastawione. W 1411 woźny sądu ziemskiego wwiązał Wyszotę z Kórnika oraz Mikołaja Będlewskiego w dobra kasztelana poznańskiego Mościca, a w tym m.in. w Kuślino. W 1420 Sobek z Żytowiecka toczył proces o 200 grzywien z Mościcem kasztelanem poznańskim pozwanym m.in. z Kuślina. W 1435 syn Mościca kasztelana poznańskiego, Przedpełk Mościc z Koźmina Wielkopolskiego sprzedał Dobrogostowi z Szamotuł dobra opalenickie, a w tym także m.in. wieś Kuślin.
W 1445, bracia oraz synowie Jana z Gryżyny, Andrzej oraz Wojsław dali kasztelanowi gnieźnieńskiemu Piotrowi z Bnina dobra opalenickie, a w tym także m.in. wieś Kuślin, otrzymując w zamian wieś Darnowo oraz 6000 grzywien. W 1445 woźny sądowy zapowiedział bory, lasy, drogi boczne (łac. „vie indirecte”) i płone pastwiska w dobrach opalenickich, a w tym m.in. także wieś Kuślin należącą do Piotra z Bnina.
W 1457 kanonik poznański Piotr oraz Maciej z Bnina dali w działach swemu bratu Piotrowi, synowi kasztelana gnieźnieńskiego dobra opalenickie, a w tym m.in. wieś Kuślin. W 1475 jako właścicieli we wsi odnotowano synów kasztelana  gnieźnieńskiego Piotr i Mikołaj z Opalenicy wraz z matką Małgorzatą z Włoszakowic. W 1475 Piotr i Mikołaj bracia z Opalenicy wraz z matką Małgorzatą z Włoszakowic oraz Mikołaj z Tomic chorąży poznański zobowiązali się dokonać rozgraniczenia wsi Wąsowo Tomickiego od Kuślina, Miechorzewa Suchego (obecnie to Michorzewko) oraz Jastrzębnik (obecnie Jastrzębniki (powiat nowotomyski) należących do Opalińskich. Ustalona granica miała przebiegać od kopca narożnego pomiędzy Wąsowem, Kuślinem i wsią Głuponie aż do kopca narożnego stojącego pod dębem zwanym „Krzyżowy Dąb”.
W 1479 szlachcic oraz sołtys w Kuślinie Wojc. Trzcieński kupił z zastrzeżeniem prawa odkupu od Mikołaja Snowidowskiego 2,5 łana osiadłego oraz połowę łana opuszczonego w Urbanowie w powiecie kościańskim za 70 grzywien. W 1496, 1507 i 1510 odnotowano sołectwo kuslińskie na trzech łanach.
W 1481 Mikołaj Opaliński z Kuślina sprzedał z zastrzeżeniem prawa odkupu 3,5 grzywien czynszu na wsi Kuslin od sumy głównej 45 grzywien sędziemu kaliskiemu Iwanowi z Goliny, który czynsz ten nadał szpitalowi św. Barbary na Grobli w Chwaliszewie koło Poznania. W 1481 w podziale majątku pomiędzy braćmi Piotrem a Mikołajem Opalińskimi wieś Kuślin wraz z dobrami opalenickimi przypadły Piotrowi. W 1483 Małgorzata Włoszakowska wdowa po Piotrze Opalińskim kasztelanie santockim stwierdziła, że jej synowie  Piotr i Mikołaj bracia z Opalenicy zadośćuczynili jej za posag oraz wiano, które miała zapisane na dobrach opalenickich, w tym m.in. na wsi Kuślin.
W 1488 Mikołaj z Opalenicy dał braciom Wincentemu i Maciejowi ze Strzeżmina (obecnie to Strzyżmin, koło Wronek) całą wieś Kuślin, a otrzymał w zamian Strzeżmino i 130 grzywien. W 1493 Wincenty Kuśliński niegdyś ze Strzeżmina zakupił z zastrzeżeniem prawa odkupu za 100 kóp od Wojciecha, Jana i Jerzego braci z Niegolewa ich części wsi Grodziszczko w powiecie poznańskim, w parafii Niepruszewo. Jako posag swojej żony Elżbiety, córki Wawrzyńca Niegolewskiego oraz siostry wspomnianych braci, Kuśliński zapisał po 100 kóp posagu oraz wiana na połowie swych dóbr należących z działów z bratem Maciejem we wsi Kuślin. W 1495 Wincenty Kuśliński kupił z zastrzeżeniem prawa odkupu od swego szwagra Wojciecha Niegolewskiego jego część wsi Grodziszczko za 100 kóp. W 1496 Kuśliński sprzedał z zastrzeżeniem prawa odkupu Dorocie żonie Mikołaja Chraplewskiego swoje prawa do części wsi Grodziszczko za 100 kóp. W 1496 sprzedał, córce zmarłego Stanisława Korzboka z Kamieńca oraz żonie Mikołaja Chraplewskiego, Elżbiecie trzy łany sołeckie, 4 łany osiadłe, dwa łany opuszczone, karczmę, dwie zagrody osiadłe, jedną zagrodę opuszczoną oraz dwór w Kuślnie wraz z prawem swobodnego wyrębu drzewa na potrzeby dworu, a także łany kmiece za kwotę 100 grzywien. Swojej żonie Elżbiecie zapisał po 100 kóp posagu i wiana na połowie swojej części Kuślina. W 1507 Wincenty Trzcieński z Trzcianki koło Opalenicy sprzedał z zastrzeżeniem prawa odkupu Janowi Chraplewskiemu 4 łany osiadłe, dwa łany opuszczone i 3 łany sołectwa, 3 zagrody, dwie karczmy oraz kownatkę (prawdopodobnie chałupkę) w Kuślinie wraz z prawem wyrębu drzewa za kwotę 100 grzywien.
Oprócz polskiej szlachty źródła historyczne odnotowały również niższe stany. W 1425 wspomniany został Jan kmieć z Kuślina, który toczył proces z Mikołajem Lusowskim z Wąsowa o siano oraz o zabicie konia wartości dwóch grzywien. W 1507 odnotowano imiennie kmieci kuślińskich: Adama, Ziętka, Zdonika, Maciasza, a także zagrodników kuślińskich: Tomka, Kaletę. Wspomniano dwóch karczmarzy we wsi Kopanwę oraz Jana, a także Stobiela, który siedział na kownatce.
W 1510 wieś Kuślino miało dwóch dziedziców: pana Wincentego Trzcieńskiego z Trzcianki koło Opalenicy, który miał całą wieś, ale jej połowę zastawił Janowi Łąckiemu. Miejscowość miała wówczas 3 łany osiadłe, które dziedzice posiadali po połowie płacąc z nich po 6 groszy plebanowi wraz z opłatą zwaną meszne. Obaj właściciele uprawiali 6 łanów opuszczonych. Trzy łany sołeckie uprawiał  natomiast Jan Łącki, który płacił meszne plebanowi. We wsi odnotowano karczmę Trzcieńskiego oraz liczne lasy i bory.
W XVI wieku miejscowość notowano także w księgach podatkowych. W 1530 pobrano podatki od 3,5 łana. W 1563 od 5 łanów, karczmy oraz od 5 rzemieślników. W 1566 od 5 łanów kmiecych, karczmy, 4 garncarzy, krawca, 7 zagrodników oraz od Kownatki. W 1577 płatnikiem poboru podatkowego był Jan Strzeżmiński. W 1580 zapłacono podatki od 5 łanów, po 6 groszy od 6 zagrodników, po 4 grosze od dwóch zagrodników, po 4 grosze od najemnego pracownika zwanego ratajem, a także od dwóch garncarzy, od karczmy. Płatnikiem poboru był właściciel Jan Strzeżmiński.
W 1578 nastąpiło kolejne rozgraniczenie wsi Kuślin należącej do Jana Strzeżmińskiego od sąsiedniej wsi Wąsowo. Dzięki czemu zachował się XVI wieczny opis okolicy. Kopiec narożny dzielił Kuślin, Wąsowo i Głuponie, a dalej granica biegła przez „Rudkowe Błoto”, „Krzywe Błoto” oraz błoto zwane „Wilczy Kierz” biegnąc dalej do kopca narożnego, który rozdzielał Kuślin, Wąsowo i Miechorzewo Suche.

W 1580 wieś Kuslino położona była w powiecie kościańskim województwa poznańskiego w Rzeczypospolitej Obojga Narodów. W 1741 przeniesiona na prawa olęderskie. Wskutek II rozbioru Polski w 1793, miejscowość przeszła pod władanie Prus i jak cała Wielkopolska znalazła się w zaborze pruskim.
Leon Plater w XIX-wiecznej książce pod tytułem "Opisanie historyczno-statystyczne Wielkiego Księztwa Poznańskiego" (wyd. 1846) zalicza Kuślin do wsi większych w ówczesnym powiecie bukowskim, który dzielił się na cztery okręgi (bukowski, grodziski, lutomyślski oraz lwowkowski). Kuślin należał do okręgu bukowskiego, w obrębie majętności prywatnej Głuponie, której właścicielem była wówczas Stanisława Szczaniecka. Według spisu urzędowego z 1837 roku wieś liczyła 369 mieszkańców i 45 dymów (domostw).
Pod koniec XIX wieku, 80% mieszkańców wsi stanowiła napływowa ludność niemiecka, która założyła Ewangelicką Szkołę Podstawową i wybudowała kościół ewangelicki w 1882. Po I wojnie światowej, mimo iż wieś znalazła się w granicach Polski, stan zasiedlenia nie zmienił się i nadal większość ludności była pochodzenia niemieckiego. Podczas powstania wielkopolskiego, w czasie walk, zdobyto tutaj 25 karabinów. Po 1945 roku, wieś zasiedlili głównie przybysze ze wschodnich krańców Polski. W 1954 roku Kuślin stał się gromadą, a od 1973 roku, siedzibą gminy. Kuślin obecnie liczy przeszło 558 mieszkańców.
W latach 1954–1972 wieś należała i była siedzibą władz gromady Kuślin. W latach 1975–1998 miejscowość administracyjnie należała do województwa poznańskiego.

## Zabytki i osobliwości
- neogotycki kościół z 1882 - parafialny (proboszcz ks. Sławomir Kramarczyk) oraz dom kościelnego z 1896,
- zabytkowe domy drewniane z poł. XIX i pocz. XX wieku, np. ul. Powstańców Wlkp. 1, 29 i 46,
- młyn z 1912 wraz z domem młynarza i budynkiem gospodarczym,
- pomnik poświęcony poległym mieszkańcom,
- pomnik (głaz pamiątkowy) ku czci Jana Pawła II z napisem na tablicy w kształcie mapy Polski, o treści: Nie lękajcie się, otwórzcie drzwi Chrystusowi... W hołdzie Janowi Pawłowi II, Mieszkańcy Gminy Kuślin,
- stary, konny wóz strażacki przed remizą, stojący w towarzystwie figury św. Floriana.